# Юріс Пойканс
Юріс Пойканс (латис. Juris POIKĀNS; 3 вересня 1974) — латвійський дипломат. Надзвичайний та Повноважний Посол Латвійської Республіки в Україні. Володіє українською мовою.

## Життєпис
Народився 3 вересня 1974 року в місті Рига, Латвія. У 1999 році закінчив Латвійський університет, Факультет історії та філософії. У 1996 році Університет Умео, Швеція «Політична теорія» та «Регіональна безпека». У 1997 Європейський центр імені Джорджа Маршала. У 2002 році Оксфордський університет, Навчальна програма для дипломатичної служби. Володіння мовами: українська, російська, англійська, словенська та французька (розмовний рівень).
З січня 1998 по грудень 1999 рр. — Третій секретар Відділу країн СНД, МЗС Латвії
З грудня 1999 по липень 2002 рр. — Керівник відділу Росії та країн СНД, МЗС Латвії
З липня 2002 по вересень 2003 рр. — Керівник відділу Північно-Балтійських країн Першого політичного департаменту, МЗС Латвії
З вересня 2003 по травень 2004 рр. — Перший секретар Посольства Латвійської Республіки в Російській Федерації.
З травня 2004 по березень 2005 рр. — Єврокореспондент МЗС Латвії
З січня 2005 по березень 2005 рр. — Радник, Єврокореспондент Відділу загальної зовнішньої політики та політики безпеки ЄС Другої політичної дирекції, МЗС Латвії
З березня 2005 по січень 2006 рр. — Заступник директора Першого двостороннього департаменту. Керівник відділу Східної Європи та центральної Азії
З січня 2006 по серпень 2006 рр. — Заступник голови місії, Радник Посольства Латвійської Республіки в Білорусі
З вересня 2006 по вересень 2007 рр. — Заступник політичного директора МЗС Латвії
З жовтня 2007 по лютий 2008 рр. — Тимчасово повірений у справах — радник Латвійської Республіки в Словенії
З червня 2009 по березень 2010 рр. — Надзвичайний та повноважний посол Латвійської Республіки в Словенії, Косово та Боснії та Герцеговині.
З березня 2010 по вересень 2011 рр. — Заступник голови місії, Радник Посольства Латвійської Республіки в США
З листопада 2011 по жовтень 2013 рр. — Посол з особливих доручень, група планування політики МЗС Латвії
З жовтня 2013 по грудень 2015 рр. — Посол з особливих доручень з питань Східного партнерства, МЗС Латвії
З грудня 2015 року — Надзвичайний та повноважний посол Латвійської Республіки в Україні.
З грудня 2015 року — Надзвичайний та повноважний посол Латвійської Республіки в Республіці Молдова із резиденцією в Києві.

## Нагороди та відзнаки
- Відзнака Кабінету Міністрів Латвійської Республіки (2015)